# ExoMars
ExoMars és una missió a Mart a la recerca de biosignatures de vida marciana, passat o present. És una missió d'astrobiologia de l'Agència Espacial Europea (ESA. El programa inclou diversos elements espacials per ser enviats a Mart en dos llançaments. L'ExoMars Trace Gas Orbiter (TGO) i un mòdul de descens estacionari EDM anomenat 'Schiaparelli' van ser llançats el 14 de març de 2016 des del cosmòdrom de Baikonur. El TGO va lliurar el mòdul estacionari fabricat per l'ESA i llavors va procedir a cartografiar les fonts de metà a Mart i altres gasos, i en fer-ho, ajudar a seleccionar el lloc d'aterratge per a l'astromòbil. El mòdul de descens experimental Schiaparelli es va separar del TGO el 16 d'octubre i va fer les maniobres per aterrar a Meridiani Planum, però es va estavellar a la superfície de Mart.
El juny de 2023, s'havia d'haver lliurat a la superfície de Mart l'astromòbil Rosalind Franklin dins d'un mòdul de descens de Roscosmos anomenat Kazachok Però el 17 de març de 2022, l'ESA va suspendre la missió a causa de la invasió russa d'Ucraïna. L'abril de 2024 la missió ha rebut nou finançament per restablir la construcció i lliurament de l'astromòbil Rosalind Franklin i la NASA ha acordat amb l'ESA subministrar el llançament, actualment previst per a finals de 2028.

## Història
Des de la seva creació, l'ExoMars ha passat per diverses fases de la planificació amb diverses propostes de mòduls de descens, orbitadors, vehicles de llançament i planificació de cooperació internacional, com el projecte cancel·lat el 2009 Mars Exploration Joint Initiative (MEJI) amb els Estats Units. Originalment, el concepte de l'ExoMars consistia en un gran astromòbil robòtic que formava part del programa Aurora de l'ESA com a missió insígnia i va ser aprovat pels ministres de l'Agència Espacial Europea, al desembre de 2005. Originalment concebut com un astromòbil amb una estació terrestre estacionària, l'ExoMars va ser planificat per ser llançat el 2011 a bord d'un coet Soiuz amb Fregat rus.
El 2007, l'empresa tecnològica canadenca MacDonald Dettwiler and Associates Ltd. (MDA) va ser seleccionada per a un contracte d'un milió d'euros amb EADS Astrium de Gran Bretanya per dissenyar i fabricar un prototip de xassís d'astromòbil marcià per l'Agència Espacial Europea. Astrium també va ser contractat per dissenyar l'astromòbil final.
Al juliol de 2009, la NASA i l'ESA van firmar el projecte Mars Exploration Joint Initiative, que proposava utilitzar un coet Atlas en comptes d'un Soiuz, que va alterar significativament l'ajust tècnic i financer de la missió ExoMars. El 19 de juny, quan l'astromòbil ja estava planejat per ser transportat pel Mars Trace Gas Orbiter, es va informar que un futur acord requeriria que l'ExoMars perdés pes suficient per adaptar-se a bord del vehicle de llançament Atlas amb un orbitador de la NASA.

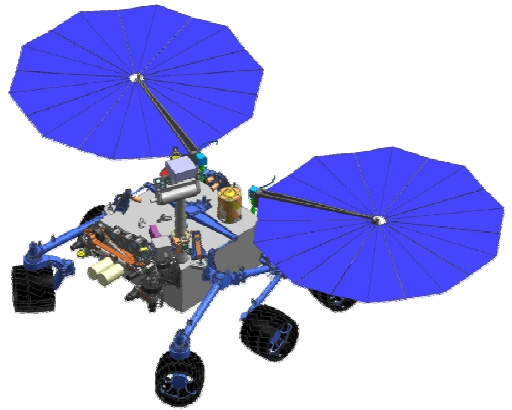
Astromòbil Mars Astrobiology Explorer-Cacher (MAX-C)

A continuació, la missió es va combinar amb altres projectes per a un programa de múltiples naus espacials dividides en dos llançaments Atlas V: l'ExoMars Trace Gas Orbiter (TGO) es va fusionar amb el projecte, que porta a coll un mòdul d'aterratge meteorològic estacionària programat per al seu llançament el gener de 2016. També es va proposar incloure un segon astromòbil, el MAX-C.
L'agost de 2009 es va anunciar que l'Agència Espacial Federal Russa (Roscosmos) i l'ESA havien signat un contracte que inclou la cooperació en dos projectes d'exploració de Mart: el projecte rus Fobos-Grunt i l'europeu ExoMars. Específicament, l'ESA es va assegurar un coet Proton com a "llançador de reserva" per l'astromòbil ExoMars, que inclouria instruments russos.
Al 17 de desembre de 2009, els governs de l'ESA van donar la seva aprovació final a un programa d'exploració de Mart de dues parts que es duria terme amb NASA, confirmant el seu compromís de gastar €850 milions ($1,23 bilions) en les missions de 2016 i 2018.
A l'abril de 2011, a causa d'una crisi de pressupost, es va anunciar una proposta per cancel·lar l'acompanyant astromòbil MAX-C, i volar només un sol astromòbil el 2018 que seria més gran que qualsevol dels vehicles en el concepte aparellat. Un suggeriment va ser que el nou vehicle seria construït a Europa i portar a una combinació d'instruments europeus i estatunidencs. La NASA proporcionaria el coet per lliurar-lo a Mart i proporcionar el sistema d'aterratge grua aèria. Tot i la reorganització proposada, els objectius de la possible missió en 2018 s'haurien quedat en general igual.
Sota el pressupost de l'any fiscal de 2013 del President Obama lliurat el 13 de febrer de 2012, la NASA va posar fi a la seva participació en l'ExoMars a causa de les retallades pressupostàries per tal de pagar per l'excés de despeses del Telescopi espacial James Webb. Amb fons de la NASA per a aquest projecte totalment cancel·lat, la majoria d'aquests plans van haver de ser reestructurats.
El 14 de març de 2013, representants de l'ESA i l'agència espacial russa (Roscosmos), signaren un acord en el qual Rússia es convertia en un soci de ple dret. Roscosmos havia de subministrar les dues missions els vehicles de llançament Proton amb etapes superiors Briz-M i serveis de llançament, així com un mòdul d'entrada, descens i aterratge addicional per a la missió de l'astromòbil de 2018.
Segons l'acord:
1. Roscosmos havia de contribuir amb dos vehicles de llançament Proton com a pagament per l'associació.
2. La càrrega del Trace Gas Orbiter havia d'incloure dos instruments russos que van ser desenvolupats originalment per la missió Fobos-Grunt.[28]
3. Tots els resultats científics havien de ser de propietat intel·lectual de l'Agència Espacial Europea i l'Acadèmia Russa de les Ciències (és a dir, Roscosmos tindria accés complet a les dades de les investigacions).[29]

### Llançament de la primera nau el 2016
El 14 de març de 2016 es va llançar a l'espai la nau que contenia l'orbitador ExoMars Trace Gas Orbiter (TGO) i el mòdul de descens Schiaparelli.

### Endarreriments i suspensió de la segona missió

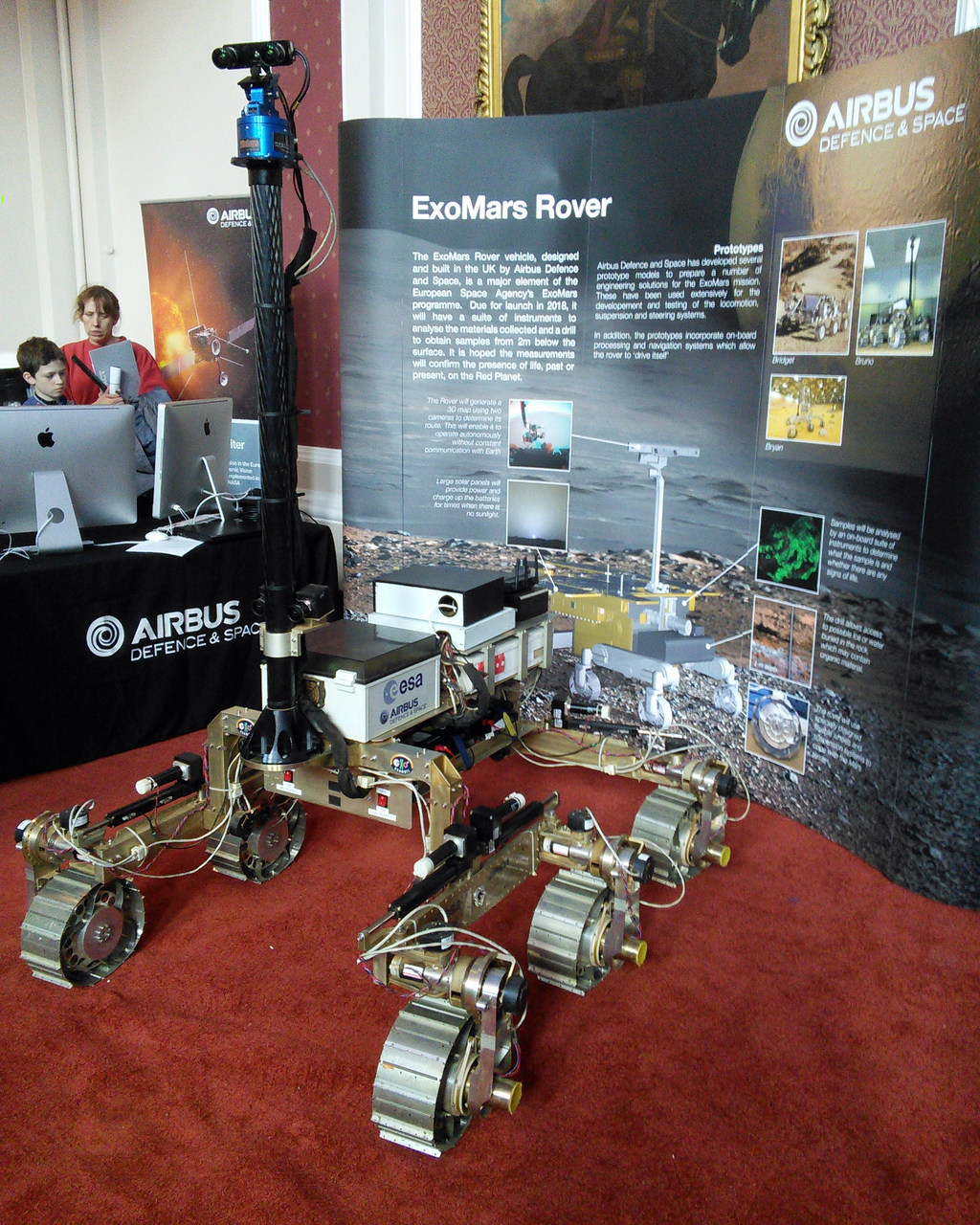
Un prototipus de l'astromòbil ExoMars al Festival de la Ciència de Cambridge

L'astromòbil estava previst que fos llançat el 2018 i aterrés a Mart a començament de 2019, però al maig de 2016 l'ESA va anunciar que el llançament es produiria el 2020 a causa d'endarreriments en les activitats industrials i els lliuraments dels instruments científics.
El 12 de març de 2020, es va anunciar que el llançament de la segona missió seria posposat al 2022 perquè el vehicle no estava llest per al seu llançament el 2020, amb endarreriments agreujats per les restriccions per viatjar durant la pandèmia de la COVID-19.
El 28 de febrer de 2022, es va anunciar que el llançament de la segona missió "era molt improbable" a causa de les sancions a Rússia en resposta a la invasió d'Ucraïna.
El 17 de març de 2022, fou abandonada la finestra de llançament de 2022, amb la suspensió permanent de la col·laboració amb Roscosmos.

### Represa de la segona missió
No obstant, al novembre d'aquell mateix any, els estats membres de l'Agència Europea de l'Espai (ESA) van comprometre 360 milions d'euros per a l'astromòbil Rosalind Franklin, que va incloure cobrir el cost de reemplaçar els components russos. Planejat ara el llançament per al 2028, l'astromòbil durà un espectòmetre de massa de nova generació, l'Analitzador de Molècules Orgàniques de Mart, o MOMA (per les seves sigles en anglès).
El 16 d'abril de 2024, l'ESA va anunciar una entesa amb la NASA perquè aquesta subministrés el llançament a finals de 2028.
Al juny de 2024, es va celebrar un contracte amb Thales Alenia Space, per tal de completar l'emsamblatge, integració i proves del mòdul de descens, amb propulsió lliurada per l'empresa Airbus Defensa i Espai, i amb ArianeGroup com a subministrador del seu escut tèrmic.

## Objectius
Els objectius científics, en ordre de prioritat, són:
- per trobar possibles biosignatures de vida marciana, passada o present.
- per caracteritzar l'aigua i la distribució geoquímica com una funció de la profunditat en el subsòl poc profund.
- per estudiar l'ambient de la superfície i identificar els perills per properes missions tripulades a Mart.
- per investigar l'interior del subsòl i interior del planeta per comprendre millor l'evolució i l'habitabilitat de Mart.
- aconseguir passos incrementals en última instància, que culminen en un vol de retorn de mostres.

Els objectius tecnològics a desenvolupar són:
- aterratge de grans càrregues útils a Mart.
- per explotar l'energia elèctrica solar en la superfície de Mart.
- per accedir al subsòl amb un trepant capaç de recollir mostres fins a una profunditat de 2 metres
- per desenvolupar la capacitat d'exploració de la superfície usant un astromòbil remot.

## Missió
ExoMars és un projecte de doble missió que es considera com un sol programa en l'ESA. Segons els plans actuals, el programa ExoMars comprendrà de quatre naus: dos mòduls de descens estacionaris, un orbitador i un astromòbil.
| Agència responsable | Primer llançament el 2016            | Segon llançament el 2028                                 |
| ------------------- | ------------------------------------ | -------------------------------------------------------- |
| Roscosmos           | Llançament pel coet Proton           | Cap                                                      |
| Roscosmos           | Dos paquets d'instruments per la TGO | Cap                                                      |
| ESA                 | Orbitador ExoMars Trace Gas Orbiter  | Astromòbil Rosalind Franklin i mòdul de descens europeu. |
| ESA                 | Mòdul de descens Schiaparelli        | Astromòbil Rosalind Franklin i mòdul de descens europeu. |
|                     |                                      |                                                          |

Els dos mòduls de descens i l'astromòbil són esterilitzats per tal de no contaminar el planeta amb les formes de vida de la Terra. La neteja requerirà una combinació de mètodes d'esterilització, incloent radiació ionitzant, radiació UV, i productes químics com ara acetat i alcohol isopropílic.

### Primer llançament (2016)

#### Trace Gas Orbiter

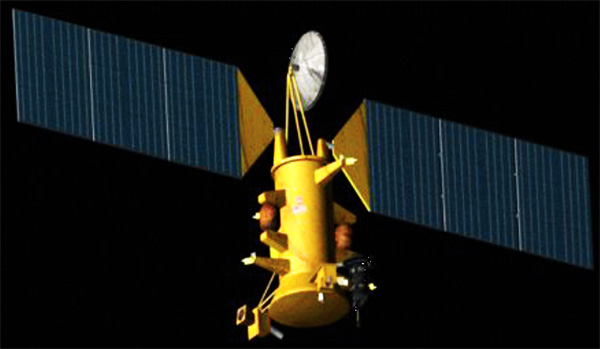
El Trace Gas Orbiter

El Trace Gas Orbiter (TGO) és un orbitador de telecomunicacions marcià i missió d'anàlisi atmosfèric de gasos que es va llançar el 14 de març de 2016. La nau va arribar a l'òrbita de Mart a l'octubre de 2016. Es va lliurar el mòdul de descens ExoMars Schiaparelli EDM i després va procedir a cartografiar les fonts de metà a Mart i altres gasos, i en fer-ho, va ajudar a seleccionar el lloc d'aterratge per a l'astromòbil Rosalind Franklin.
La presència de metà a l'atmosfera de Mart és intrigant perquè el probable origen és o bé la vida d'avui en dia o de l'activitat geològica.
Fins a l'arribada d'un astromòbil el 2029, l'orbitador ha estat transferit a una òrbita més baixa on és capaç de realitzar activitats de ciències analítiques.

#### Mòdul de descens Schiaparelli EDM
El mòdul demostrador d'entrada, descens i aterratge (Entry, Descent and Landing Demonstrator Module o EDM en anglès) anomenat Schiaparelli, estava destinat a proveir l'Agència Espacial Europea (ESA) i Roscosmos rus amb la tecnologia per a l'aterratge en la superfície de Mart. Es va posar en marxa juntament amb l'ExoMars Trace Gas Orbiter (TGO) el 14 de març de 2016 i havia d'aterrar el 19 d'octubre de 2016, però es va estavellar a la superfície de Mart.

### Segon llançament (2028)

#### Plataforma de superfície
Abans de la cancel·lació de la cooperació ESA-Roscosmos en la missió ExoMars, el pla original era fer ús de Kazachok, un mòdul de descens rus en el que l'ESA prestava la seva col·laboració. L'astromòbil Rosalind Franklin descenderia del mòdul de descens Kazachok per una rampa.
Després de la cancel·lació de la cooperació el juliol de 2022, l'ESA ha començat a treballar en el seu propi mòdul de descens, que s'espera construir i qualificar en un període de 3 o 4 anys. Molts components del mòdul de l'ESA seran reutilitzats del rus. No obstant, a diferència del Kazachok, el mòdul de descens europeu no durà panells solars ni instruments científics, i s'espera que operi només durant poc temps.

#### Astromòbil
| Un disseny primerenc del proves de l'astromòbil ExoMarsa l'ILA 2006 de Berlín |  | Un disseny primerenc del proves de l'astromòbil ExoMarsa l'ILA 2006 de Berlín |
| Un disseny primerenc del proves de l'astromòbil ExoMarsa l'ILA 2006 de Berlín |  | Un altre model de proves primerenc d'astromòbil al Paris Air Show 2007        |

L'astromòbil Rossalind Franklin té una massa d'aproximadament 207 kg. La seva instrumentació consisteix en un conjunt de laboratori d'exobiologia, conegut com a "laboratori analític Pasteur", dissenyat amb l'objectiu de contribuir a la recerca de mostres de biomolècules i biosignatures de la vida passada o present. El laboratori Pasteur inclourà l'Analitzador de Molècules Orgàniques de Mart (MOMA), el MicrOmega-IR i l'Espectòmetre Làser Raman (RLS).
Entre altres instruments, el vehicle també transportarà un trepant de base de 2 metres per perforar el subsòl i recollir mostres per al seu laboratori de bord.

## Selecció del lloc d'aterratge

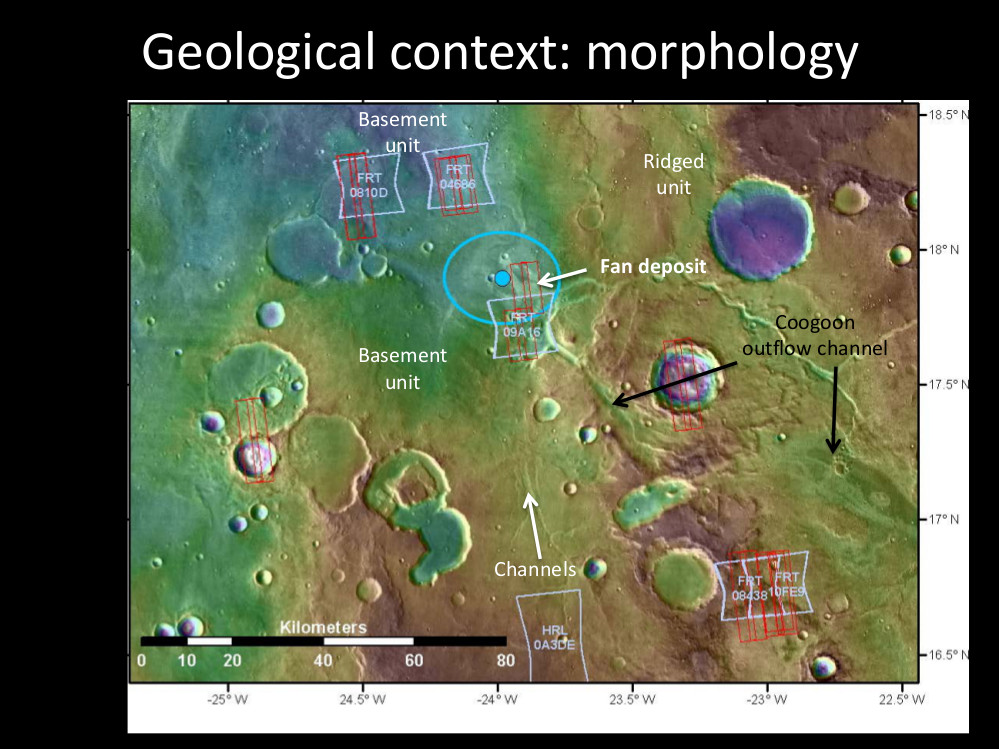
Oxia Planum, prop de l'equador, és el lloc d'aterratge seleccionat pel seu potencial per preservar signatures biològiques i amb superfície llisa.

Un objectiu principal per seleccionar el lloc d'aterratge de l'astromòbil és identificar un entorn geològic o un conjunt d'ambients, que donarien suport —actual o passat— de vida microbiana. Els científics prefereixen un lloc d'aterratge amb evidències d'existència d'aigua tant morfològiques com mineralògiques en el passat. A més, un lloc amb espectres que indiquin múltiples minerals hidratats com es prefereixen els minerals argilosos, però s'arriba a un equilibri entre les limitacions d'enginyeria i objectius científics.
Les limitacions d'enginyeria requereixen un lloc d'aterratge pla en una banda de latitud prop de l'equador de només a 30° de latitud de dalt a baix perquè l'astromòbil sigui impulsat per energia solar i necessiti millor exposició al sol. El mòdul d'aterratge que transporta el vehicle tindrà una el·lipse d'aterratge que mesura al voltant 105 km per 15 km.
Els requisits científics inclouen l'aterratge en una zona amb roca sedimentària de 3,6 bilions d'anys d'antiguitat que és un rècord del passat humit ambiental habitable. L'any abans del seu llançament, l'Agència Espacial Europea prendrà la decisió final. A partir de març de 2014, la llarga llista era:
- Aram Dorsum
- Coogoon Valles
- Hypanis Vallis
- Mawrth Vallis
- Oxia Planum
- Simud Valles
- Isidis del sud

Després d'una revisió addicional per un equip designat per l'ESA, es van seleccionar quatre llocs, tots els quals es troben relativament a prop de l'equador, a l'octubre de 2014 es va recomanar formalment la seva posterior anàlisi detallada:
- Aram Dorsum
- Hypanis Vallis
- Mawrth Vallis
- Oxia Planum

El 21 d'octubre 2015, es va informar que Oxia Planum seria el lloc d'aterratge preferit per a l'astromòbil.